# Ífito
Ífito pode ser:

## Mitologia grega
- Ífito (argonauta), filho de Náubolo.[1]
- Ífito (filho de Eurito). Outro argonauta.[2]  Seu pai era rei da Ecália (ou ele era filho de Ares).[3] Morto em um dos acessos de loucura de Héracles.[4]
- Um personagem morto por Copreu, o arauto de Euristeu.[5]
- Ífito (troiano), um troiano, já avançado em anos durante a Guerra de Troia.[6]

## Possivelmente históricos
- Ífito de Élida, descendente de Óxilo e rei da Élida, que estabeleceu os Jogos Olímpicos da Antiguidade.[7]